# Pseudossibia obscurata
Pseudossibia obscurata är en skalbaggsart som beskrevs av Karl Adlbauer 2005. Pseudossibia obscurata ingår i släktet Pseudossibia och familjen långhorningar.
Artens utbredningsområde är Moçambique. Inga underarter finns listade i Catalogue of Life.